# Вільям з Норвіча

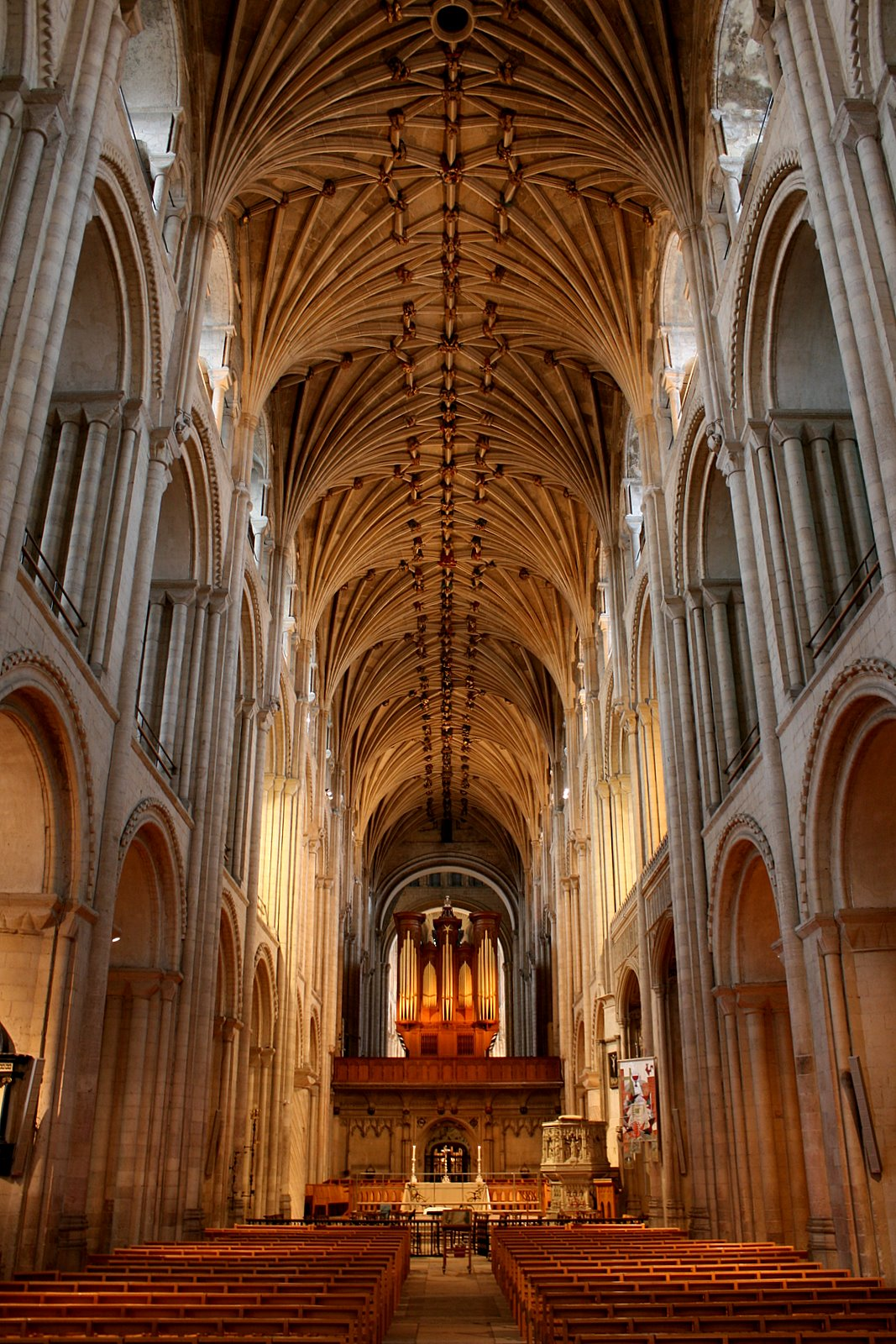
Собор св. Вільяма в Норвіча, внутрішній вигляд.

Вільям з Норвіча, (англ. William of Norwich; 2  лютого 1132 — 22 березня 1144,  Норвіч, Англія) — англійський хлопчик, понівечене тіло якого знайшли в лісі під Норвічем 26 березня 1144 року. Жертва ритуального вбивства Святий мученик римо-католицької церкви.
Вбивство Вільяма з Норвіча було першим відомим звинуваченням євреїв у ритуальному вбивстві у християнській західній Європі. 

## Практика юдаїзму відносно крові та жертвопринесень
Опис тортур і людських жертвопринесень у передбачуваних ритуальних вбивствах суперечить багатьом фактичним положенням юдаїзму. По-перше, заборона на вбивство міститься в десяти заповідях Тори. Крім того, використання крові (людської чи будь-якої іншої) у приготуванні їжі суворо заборонено кашрутом. Кров і будь-які інші виділення людського організму є ритуально нечистими (Лев. 15). Кров убитих тварин не може вживатися в їжу, вона повинна бути виведена з тіла тварини і похована (Лев. 17:12-13). Згідно з Книгою Левіт, кров жертовної тварини (але не людини) може бути використана лише на жертовнику Єрусалимського храму (який на час приписуваних подій вже не існував сотні років).
Хоча жертвопринесення тварин дійсно практикувалися в стародавньому юдаїзмі, Танах (Старий Завіт) і Галаха зображують людські жертвоприношення як одне з зол, що відокремлюють язичників Ханаана від євреїв (Втор. 12:31, 2Цар. 16:3). Євреям заборонялося брати участь у цих ритуалах (Ісх. 34:15, Лев. 20:2, Втор. 18:12, Іер. 7:31). Фактично, вимога ритуальної чистоти забороняла навіть знаходження священиків (Коенів) в одній кімнаті з людським трупом (Лев. 21:11). Нащадкам Коенів, згідно з релігійними канонами, Галаха забороняє навіть заходити на цвинтар.

## Життєпис

### Життєпис
Відомо що він народився 2 лютого 1132 року у Норвічі в місцевій англо-саксонської подружньої пари Wenstan і Elviva. І з 8-ми річного віку був учнем в кожум'яки.
У 1150—1173 роках монах-бенедиктинець Томас Монмутский написав «Житіє і чудеса святого Вільяма з Норвіча». Рукопис Томаса Монмутского був виявлений Джеймсом Монтегю Родосом (1823—1914) в 1889 році, виданий в 1896 році, на латині з перекладом на англійську мову з введенням і коментарями. Томас Монмутский був монахом в бенедиктинському монастирі в Норвічі.

### Викрадення і вбивство
У понеділок 22 березня 1144 року, незнайомець, який представився помічником архідиякона Норвіча, звернувся до Ельвіви, матері Вільяма, з проханням дозволити її синові піти з ним, так як на кухні архідиякона потрібен був помічник. Бачачи коливання матері, він запропонував їй 3 шилінги, після чого вона погодилася. Вільям пізніше відвідав тітку в компанії цієї людини. Його тітка очевидно щось підозрювала, і попросила свою дочку слідувати за ними після їх відходу. Потім вони були помічені коли входили в будинок місцевого єврея. Це був останній раз коли Вільяма бачили живим. Це був вівторок перед Великоднем.
25 березня 1144 року, у Великодну суботу, напередодні Страсної п'ятниці, в лісі під Норвичем, завдяки чудесному променю світла, що виходить з небес, було виявлено тіло юного підмайстра Вільяма. Тіло було з численними ранами, хлопчик був частково роздягнений, в роті був дерев'яний кляп. Тіло дванадцятирічного Вільяма з було знайдено в Mousehold Хіт, частина Торп Вуд, поза Норвічем..
Першою побачила тіло одна черниця, але спочатку нікого не повідомила. Лісник на ім'я Генрі де Sprowston потім також зіткнувся з ним. Він зазначив травми, які спричинили насильницьку смерть і той факт, що хлопчик, був з дерев'яним кляпом у роті. Вільям був одягнений в куртку та взуття.
Після консультацій з місцевим священиком було вирішено поховати тіло у Великодній понеділок. Водночас, місцеві жителі прийшли подивитися на нього, і Вільям був впізнаний. Тіло було потім похованим на місці вбивства. Наступного дня, члени родини Вільяма, один з яких був священиком, прибули, щоб підтвердити особу вбитого. Вони ексгумували тіло, а потім перепоховали його вже з належним чином похорону.
Згідно з характеру ран на тілі хлопчика він пережив муки, подібні мукам Христа і був розіп'ятим на хресті. Невдовзі Вильям стал місцевим святим.

### Розслідування
У вбивстві дитини, звинуватили місцевих євреїв, та зажадали справедливості від місцевого церковного суду.
Членів єврейської громади попросили з'явитися до суду, але місцевий феодал Джон де Чесні, вказав їм що церковний суд не володіє юрисдикцією над євреями, так як вони не були християнами. Потім він узяв їх під захист у свій замок. Після того, як ситуація заспокоїлася вони повернулися в свої будинки.
Справа частково була поновлена два роки по тому, коли один єврей був убитий, очевидно аби запобігти самосудам. Король Стівен погодився розібратися у цій справі. Але вбивці так і не були виявлені.

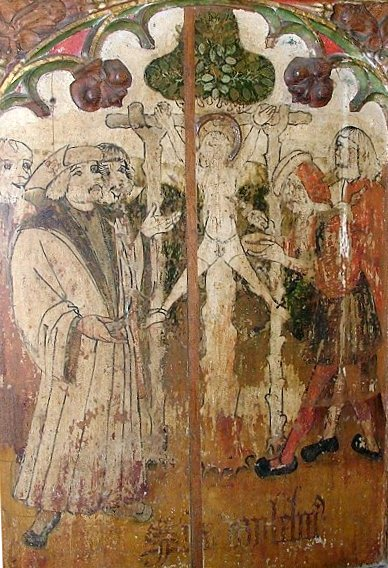
Розп'яття Вільяма, храм Святій Трійці, Londdon, Норфолк

Томас з Монмута прибув до Норвіча перед 1150 роком. Він вирішив розслідувати вбивство Віляма шляхом опитування свідків. Він також говорив з людьми з-поміж навернених у християнство євреїв, які надали йому інформацію про події всередині єврейської громади. Він написав свій звіт про це в книзі «Життя і чудеса святого Вільяма з Норвіча» Один з навернених, Теобальд Кембриджа, сказав Томасу, що начебто було пророцтво в якому говорилося, що євреї відновлять владу над Ізраїлем, якщо вони будуть приносили в жертву християнську дитину щороку. Щороку начебто єврейські лідери зустрілися в Нарбонні, щоб вирішити хто буде чинити чергове ритуальне вбивство.
У 1144 році начебто євреям Норвіча була поставлено це завдання. Кухар був найнятий, щоб спонукати Вільяма прийти в будинок, де відбуватиметься ритуальне вбивство. До Вільяма там спочатку ставилися добре, але потім його пов'язали з кляпом у роті, його катували і вбили в манері подібній до розп'яття Ісуса Христа: євреї завдавали йому колотих ран, вкрили його голову вінцем з шипами і т. д. Коли він загинув то Його тіло було кинуте в довколишніх лісах. Була ще суперечка над тим, як позбутися тіла. Він також говорить, що жінка-християнка, яка працювала у тому домі слугою побачив дитину через щілину в дверях. Інша людина, зізнався на смертному одрі, багато років після подій, що він бачив групу євреїв які перевозили тіло дитини на коні у ліс.

### Контекст

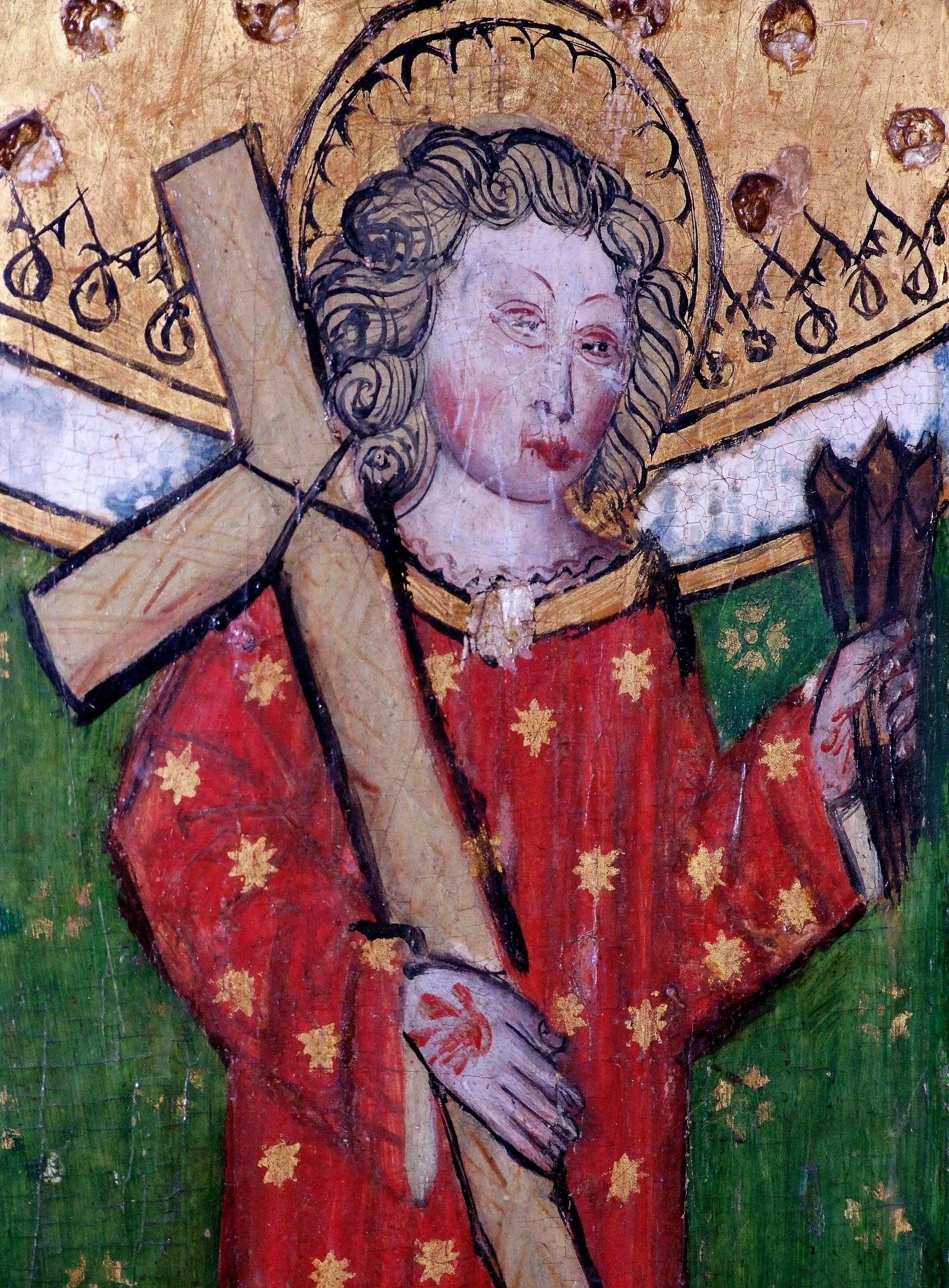
Св. Вільям з Норіджу

Єврейська громада, як вважають, була створена в Норіджу у 1135 році, всього дев'ять років до вбивства (хоча один єврей на ім'я з Ісаак був записаний там з 1086). Євреї жили в окремому кварталі, розташованому на території нинішньої White Lion Street
Євреї були франкомовною громадою, як і нещодавно створена норманами аристократія, і вони були тісно пов'язані з ними. Євреї були дуже близькими до Норвічського замку, як це було в інших англійських містах, де євреї були під захистом місцевої аристократії.
Родина Вільяма була з місцевих англосаксів, деякі з яких були з одружених священиків .. згідно місцевої традиції
Напруженість між англосаксами і пануючими норманами, до касти яких належали і євреї, були особливо сильні в хаотичному правлінні короля Стефана (відомому як Анархія), коли сталося це вбивство. Томас Монмут стверджує, що місцевий феодал був підкуплений євреями, щоб захистити їх
Томас неодноразово закликає Бога як джерело захисту народу від корумпованих феодалів інородців, стверджуючи, що Джон де Чесні, який захищав євреїв, був покараний внутрішньою кровотечею.

### Культ

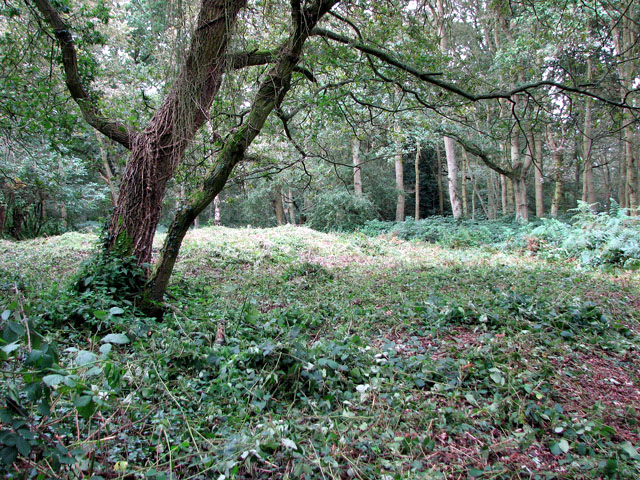
Місце де стояла каплиці св. Вільяма на Mousehold Хіт, (місце знайдення тіла Віляма) котра була зруйнована під час Англійської Реформації

Тіло Вільяма було невдовзі перепоховано на чернецьке кладовище, а у 1150 році воно було перенесено до храму в Капітулі і пізніше поставлено біля вівтаря.
Томас присвячує більшу частину своєї книзі не так злочину, як доказам святості Вільяма, у тому числі загадкових вогнів, котрі бачили навколо самого тіла і чудесним зціленням. Томас визнає, що деякі з духовенства, зокрема До Еліас, були проти культу на тій підставі, що існує мало свідоцтв благочестя або мучеництва Вільяма. Томас активно просувається проти опонента, надаючи докази видіннях Вільяма і його чудес.

### Наслідки
В результаті почуття, породжені цією справою про ритуальне вбивство Вільяма і подальше втручання влади для захисту обвинувачених, зростає підозра змови між правлячою верствою, до котрої належали і євреї, підживлює загальні антиєврейські і антикоролівські настрої населення. Після того, як історія про смерть розповсюдилася ряд інших нерозкритих вбивств англійських дітей були пов'язані з єврейством, в першу чергу, що з вбивством Х'ю Лінкольну. За правління Річард Левине Серце ставлення до євреїв стає все більш негативним. Це, призвело до численних самосудів стосовно євреїв.
Коли місцева знать спробував припинити ці дії, наприклад в Норвічі, місцева громада повстала і 6 лютого 1190 року всі євреї з Норвічу, які не втекли, понадіявшись на міцність місцевого замку, були вбиті.
В 1290 році, євреї, згідно едикту про вигнання з усієї Англії були вислані. І євреям не було офіційно дозволено оселятися в Англії аж до 1655 коли, коли лорд-протектор Олівер Кромвель, на запит парламенту, скасував цей едикт.
Сьюзен Суейн Madders, в її книзі з історії міста Норідж, у 1853 році, називає причиною смерті Вільяма змову євреїв, і що вони уникли покарання завдяки грошам і підтримки влади.